# 北沟东站
北沟东站是位于江苏省新沂市北沟街道的一个铁路车站，有新长铁路经过该站，邮政编码221416。车站建于1995年，隶属上海铁路局，是四等站，不办理客货运业务。车站及其上下行区间未电气化，距离新沂站8公里。
车站原名新沂南站，2020年更名为北沟东站。